# 859 (szám)
A 859 (római számmal: DCCCLIX) egy természetes szám, prímszám.

## A szám a matematikában
A tízes számrendszerbeli 859-es a kettes számrendszerben 1101011011, a nyolcas számrendszerben 1533, a tizenhatos számrendszerben 35B alakban írható fel.
A 859 páratlan szám, prímszám. Normálalakban a 8,59 · 102 szorzattal írható fel.
A 859 négyzete 737 881, köbe 633 839 779, négyzetgyöke 29,30870, köbgyöke 9,50600, reciproka 0,0011641. A 859 egység sugarú kör kerülete 5397,25618 egység, területe 2 318 121,529 területegység; a 859 egység sugarú gömb térfogata 2 655 021 857,7 térfogategység.
A 859 helyen az Euler-függvény helyettesítési értéke 858, a Möbius-függvényé −1.